# Cylons

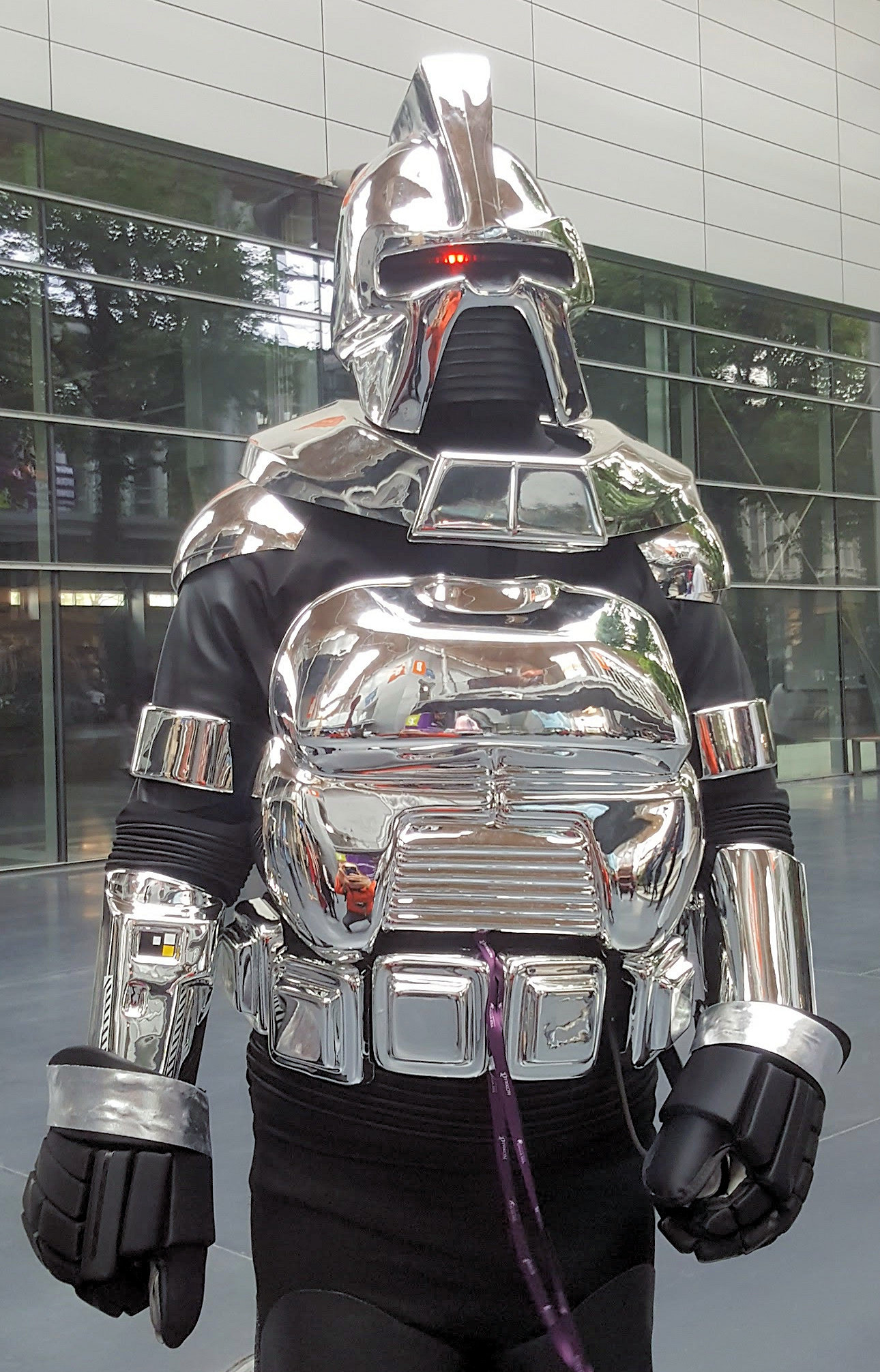
Een oud model van een Cylon Centurion

De Cylons zijn een fictief buitenaards ras uit de sciencefictionfranchise Battlestar Galactica. In alle incarnaties van deze franchise zijn ze de primaire tegenstanders van de mensheid uit de 12 koloniën.
De oorsprong van de Cylons, evenals hun uiterlijk, verschilt sterk per incarnatie van de franchise.

## Originele incarnatie
De originele Cylons deden hun intrede in de Battlestar Galactica-film, en kwamen verder voor in de originele televisieserie en het vervolg hier op, Galactica 1980.
De term cylons werd in deze series gebruikt voor een ras van robotische wezens, maar eigenlijk was dat incorrect. De echte cylons in deze series waren een ras van geavanceerde reptielachtige wezens die de robotcylons gebruikten als hun soldaten. De echte cylons zijn al lang geleden verdwenen, maar de robots zijn overgebleven en hebben het werk van hun scheppers voortgezet. De robotcylons kwamen voor het eerst in contact met de mensheid toen ze hun rijk wilden uitbreiden door het gebied van de Hasaries te veroveren. De mensheid kwam dit gebied te hulp, maar trok zo wel de aandacht van de Cylons. Deze gingen het hele menselijke ras als vijand zien, en namen zich voor de mensheid uit te roeien.
De meeste robotcylons dragen een zwart of zilverkleurig harnas, en hebben een groot rood oog midden op hun hoofd. Ze komen in verschillende variaties voor. Alle Cylons staan onder bevel van de Imperious Leader. De cylongemeenschap is vrijwel geheel militair van aard.

## Nieuwe incarnatie
Een nieuwe versie van de Cylons deed zijn intrede in de miniserie uit 2003. Deze Cylons komen ook voor in de Battlestar Galactica-serie uit 2004.
Deze Cylons waren oorspronkelijk gemaakt door de mensen als een soort robotdienaren. Hun geavanceerde persoonlijkheid maakte echter dat ze zelfbewust werden, en in opstand kwamen tegen hun scheppers. Dit vormde de aanleiding van de eerste grote oorlog tussen de mensheid en de Cylons. De Cylons verdwenen na deze oorlog 40 jaar lang, maar keerden toen onverwacht terug en vernietigden de 12 koloniën.
De Cylons uit de nieuwe incarnatie zijn duidelijk onder te verdelen in verschillende groepen. Aan de ene kant zijn er de robotische Cylons, die er ook echt als robots uitzien. Ze dragen zware bepantsering en hebben een kenmerkend rood oog. Zij dienen als de soldaten van de Cylons. Daar tegenover staan de humanoïde Cylons. Deze Cylons lijken qua uiterlijk sprekend op mensen, inclusief interne organen. Ze zijn tevens in staat menselijke emoties te tonen waardoor ze geloofwaardiger overkomen. Dit vormt een belangrijke plotwending in de serie. De humanoïde Cylons zijn de leiders van de Cylons. Een derde groep zijn de Cylon raiders, biomechanische cylons in de vorm van ruimteschepen. 
De belangrijkste drijfveer van de Cylons in de nieuwe incarnatie is religie. Ze beschouwen mensen als een zonderijk en mislukte creatie van God, dat het niet verdient om te blijven bestaan. 
Cylons kunnen hun bewustzijn in een ander lichaam downloaden wanneer hun huidige lichaam beschadigd of vernietigd wordt.
De term Cylon betekent voluit Cybernetic Lifeform Node (Cybernetisch levensvormknooppunt).

## Trivia
- In de tv-serie Knight Rider, eveneens een productie van Glen A. Larson, heeft KITT een rode scannerbalk in zijn voorbumper die heel veel lijkt op het oog van een Cylon.
- In de serie The A-Team, waarin Dirk Benedict (Starbuck) een hoofdrol speelt, komt er eenmalig een Cylon voor.